# Tashtun
Tashtun (en arménien Տաշտուն) est une communauté rurale du marz de Syunik en Arménie. En 2011, elle compte 134 habitants.

## Géographie

### Situation
Tashtun est située à 26 km de la ville de Meghri et à 60 km de Kapan, la capitale régionale.

### Topographie
L'altitude moyenne de Tashtun est de 1 950 m.

### Territoire
La communauté couvre 5 026 hectares, dont :
- 1 373 ha de terrains agricoles ;
- 1 ha de terrains industriels ;
- 27 ha alloués aux infrastructures énergétiques, de transport, de communication, etc. ;
- 3 485 ha d'aires protégées ;
- 12 ha d'eau[3].

## Politique
Le maire (ou plus correctement le chef de la communauté) de Tashtun est depuis 2008 Henrik Gabrielyan, membre du Parti républicain d'Arménie.
| Début | Fin      | Nom               | Parti                       |
| ----- | -------- | ----------------- | --------------------------- |
| 2005  | 2008     | Misha Sargsyan    |                             |
| 2008  | 2012     | Henrik Gabrielyan | Parti républicain d'Arménie |
| 2012  | En cours | Henrik Gabrielyan | Parti républicain d'Arménie |

## Économie
L'économie de la communauté repose principalement sur l'agriculture.

## Démographie
| 2001 | 2008 | 2011 |
| ---- | ---- | ---- |
| 170  | 137  | 134  |